# Swishahouse
Swishahouse är ett amerikanskt skivbolag i Houston, Texas bildat 1997 som ger ut sydstatshiphop med artister som Michael 5000 Watts och Paul Wall. Bolaget grundades i slutet av 90-talet och tidigare har bland andra Mike Jones, Chamillionaire och Slim Thug gett ut sina skivor på Swishahouse.